# José C. Paz (Buenos Aires)
José Clemente Paz is een plaats in het Argentijnse bestuurlijke gebied José C. Paz in de provincie Buenos Aires. De plaats telt 216.637 inwoners.
De Argentijnse luchtmacht heeft hier een basis.

## Geboren
- Ezequiel Scarione (1985), voetballer
- Leandro Vega (1996), voetballer